# Zbór Zrzeszenia Wolnych Badaczy Pisma Świętego w Krakowie
Zbór Zrzeszenia Wolnych Badaczy Pisma Świętego w Krakowie – chrześcijański unitariański zbór badacki działający w Krakowie od końca 1927 roku. Zbór należy do Zrzeszenia Wolnych Badaczy Pisma Świętego i jest najstarszym zborem Zrzeszenia w Polsce.
Siedziba zboru mieści się w Domu Modlitwy przy ul. Nad Serafą 27.

## Zbór Badaczy Pisma Świętego
Krakowski zbór Badaczy Pisma Świętego powstał 1920 roku. Został on zorganizowany przez Jana Kusinę po jego powrocie ze Stanów Zjednoczonych, który wierzeniami Badaczy Pisma Świętego zainteresował niedużą grupę zainteresowanych. Ilustrowany Kurier Codzienny podał informację o założeniu w Krakowie mieście nowego związku o celach uprawiania „czystej etyki chrześcijańskiej”. 23 marca po rewizji w mieszkaniu na krakowskich Grzegórzkach przesłuchiwała go policja. Od około 6 czerwca organizował regularne zebrania, początkowo w mieszkaniach zainteresowanych (m.in. przy ulicy Grzegórzeckiej, Straszewskiego, Sołtyka, na których było obecnych od 20 do 40 osób). W 1921 roku z Francji do Krakowa powrócili Katarzyna i Zygmunt Jaworscy, którzy również włączyli się w działalność ewangelizacyjną.
W 1921 roku w rodzinne strony (Wola Batorska) powrócił Franciszek Puchała, który wierzenia Badaczy Pisma Świętego przyjął w Stanach Zjednoczonych, a ochrzczony został w roku 1918. Z powodu szykan ze względu na wyznawaną przez niego religię wydał on własnym kosztem ulotkę, zawierającą krytykę 13 doktryn katolickich. Ulotkę tą Puchała przygotował w oparciu o książkę ks. Antoniego Wapplera „Historya Kościoła Katolickiego”. Treść ulotki stała się podstawą dyskusji, która miała miejsce 10 sierpnia 1922 roku w Krakowie w Podgórzu, w lokalu Badaczy Pisma Świętego przy ul. Kącik. Uczestniczyli w niej ze strony Badaczy Pisma Świętego: Franciszek Puchała, Czesław Kasprzykowski i Wacław Narodowicz, a ze strony jezuitów: Jan Rostworowski, Józef Gliwa, Stanisław Chodoleński, którym towarzyszył prawnik Adam Konopka. Na życzenie jezuitów odbyła się ona przy drzwiach zamkniętych z udziałem kilku świadków i stenotypistek. Treść dyskusji podjętej i przegranej przez teologów jezuickich została wydana w formie broszury pt. „Bitwa na niebie” w nakładzie 10 000 egzemplarzy, nie licząc późniejszych dodruków. Między innymi dzięki temu w 1923 roku w Krakowie na uroczystości Pamiątki zgromadziło się 69 osób. Z czasem władze kościelne wywierały coraz większą presję na władze świeckie, nakłaniając je do aresztowań Badaczy Pisma Świętego.
Badacze Pisma Świętego byli nękani przez policję, zdarzały się pobicia i aresztowania. Szczególnie często aresztowany i skazywany był Kusina. W wyniku donosów w 1921 roku policja krakowska przerywała zebrania, w których uczestniczyło około 40 osób. Powoływano się wówczas na brak odpowiedniego zezwolenia ze strony władz na urządzanie zebrań w mieszkaniach prywatnych w celu wysłuchania wykładów biblijnych. By uniknąć aresztowań latem zebrania urządzano nad Wisłą lub na Skałkach Twardowskiego, a zimą w mieszkaniach prywatnych. W tym czasie Józef Krett, pielgrzym ze Stanów Zjednoczonych złożył wizytę w krakowskim zborze. Chrztu udzielano w Wiśle, a w porze zimowej w wielkim basenie łaźni parowej hotelu Krakowskiego przy ul. Dunajewskiego 8. Według niektórych artykułów  prasy krakowskiej, w tym samym miesiącu na teren basenu w hotelu Krakowskiego przy ul. Dunajewskiego 8 w Krakowie, po donosie wkroczyła policja, przerywając uroczystość chrztu, której przewodził Jan Kusina, a chrztu udzielał Czesław Kasprzykowski (a także sam Jan Kusina). Jednakże Nowa Reforma zamieściła wypowiedz Kusiny, który zdementował informacje o takiej sytuacji. Stwierdził, że uroczystość chrztu odbyła się tam bez zakłóceń, a chrzest w Wiśle został zaplanowany w lipcu. Zbór krakowski zbierał się w Podgórzu przy ulicy Kącik, w domu zakupionym z przeznaczeniem na salę zborową, przez emigranta pochodzącego z Mielca członka zboru o nazwisku Winiarz. Od połowy lat 20. w ruchu badackim w Polsce następowały podziały, ale jeszcze zgromadzano się razem.

## Historia zboru WBPŚ

### Do II wojny światowej
W 1927 roku do Krakowa ze Stanów Zjednoczonych przyjechał August Stahn, który zaczął organizować zbory Wolnych Badaczy Pisma Świętego. Zatrzymał się on w mieszkaniu Jaworskich przy ul. Bonerowskiej 3, gdzie miał swoje biuro. Pod koniec 1927 roku powstał, niezależny od głównej grupy BPŚw związanej z Towarzystwem Strażnica, zbór WBPŚw który liczył około 25 osób. W latach 1927–1930 zebrania WBPŚw odbywały się w prywatnym mieszkaniu przy ulicy Sołtyka. Sługą zboru był w tym czasie Stefan Kloc.
25 i 26 grudnia 1927 roku zorganizowano konwencję, w której uczestniczyło około 225 osób. Następne konwencje na początku listopada 1928 i w roku 1930 zbory WBPŚ zorganizowały już niezależnie od Towarzystwa Strażnica. Pierwsza Konwencja Generalna WBPŚ odbyła się w Krakowie 30, 31 października i 1 listopada 1932 roku. Przybyło na nią około 500 osób z 50 zborów z całej Polski. Kolejne Konwencje Generalne organizowano w Krakowie w latach 1933, 1935, 1937. Podczas Konwencji Generalnej w 1935 roku wyświetlano „Fotodramę stworzenia”. W latach 1930–1933 zbór krakowski zbierał się ponownie w małej sali przy ulicy Bonerowskiej 3, a w latach 1933–1935 przy ulicy Krowoderskiej 63. Od 1935 roku zbór zgromadzał się na ulicy Warszawskiej, gdzie w dniach 4–6 czerwca 1938 roku odbył się pierwszy zjazd braci starszych i przedstawicieli zborów. Drugi taki zjazd odbył się w dniach 27–29 maja 1939. W latach 1936–1939 spotkania religijne organizowano na ul. Warszawskiej 17.
Wkrótce po wybuchu II wojny światowej Stanisław Draguła zgłosił krakowski zbór do władz niemieckich i uzyskał zezwolenie na przeprowadzanie nabożeństw. Zbór zgromadzał się w sali przy ul. Krakowskiej 26 do 1 czerwca 1941 roku gdy zakazano działalności wszelkim niezarejestrowanym związkom wyznaniowym w tym także przeprowadzania zebrań religijnych. Od tej pory zebrania urządzano w niewielkich grupach i zaprzestano działalności zborowej. Zmniejszało to ryzyko aresztowań. W okresie II wojny światowej zbór nie poniósł strat osobowych.

### Okres powojenny
Po wyzwoleniu spod okupacji niemieckiej Stanisław Draguła zgłosił krakowski zbór do władz co umożliwiło organizowanie zebrań. Pierwszym po II wojnie światowej miejscem zebrań zboru krakowskiego były mieszkania prywatne a nieco później ponownie sala przy ul. Warszawskiej 17. Od 25 grudnia 1948 do 31 października 2004 roku, miejscem zebrań zboru była sala przy ulicy św. Filipa 13 wydzielona na ten cel z prywatnego warsztatu przez członka zboru Stefana Ciechanowskiego. W latach 50. starszym zboru był Leon Molo. Tam też mieściła się siedziba Zarządu Zrzeszenia. Kraków był też miejscem organizowania większości Konwencji Generalnych oraz zjazdów braci starszych i przedstawicieli zborów.
Jesienią 1982 roku przy zborze krakowskim powstał Chór „SELA” wykonujący pieśni religijne na konwencjach Zrzeszenia oraz dokonujący nagrań muzycznych (na początku na kasetach magnetofonowych, a później na płytach CD). Wydane nagrania to: „Ja zaśpiewam o Chrystusie” (kaseta, 1984), „Pójdę za Jezusem” (kaseta, 1985), „Imię Jezus” (kaseta, 1987), „Mój Wielki Bóg” (kaseta, 1989), „Psalmy” (kaseta, 1990), „Pieśni Tęsknoty” (1997), „Myśli skrzydlate” (CD, 2003), „Pieśni Stopni” (CD, 2005) i „Śpiewajcie Panu pieśń nową” (2007).
W 1988 roku zbór krakowski liczył 168 członków, a wraz z młodzieżą i sympatykami były to 263 osoby.
W latach 2004–2006 wynajmowano salę konferencyjną w budynku AZSOFT przy ulicy Życzkowskiego 41 C, a od 23 lipca 2006 do 2013 roku miejscem nabożeństw i konwencji było Nowohuckie Centrum Kultury. W tym czasie podjęto starania o wybudowanie nowych obiektów krakowskiego zboru. Wiosną 2007 roku zakupiono działkę budowlaną, na której budowę rozpoczęto w czerwcu 2011. 6 października 2013 roku odbyło się pierwsze nabożeństwo w nowym własnym Domu Modlitwy przy ulicy Nad Serafą 27. Od 1 listopada tego roku mieści się w nim również Biuro Zrzeszenia Wolnych Badaczy Pisma Świętego oraz wydawnictwo Na Straży.